# Eparchia di Bahir Dar-Dessiè
L'eparchia di Bahir Dar-Dessiè (in latino: Eparchia Bahirdardessiensis) è una sede della Chiesa cattolica etiope suffraganea dell'arcieparchia di Addis Abeba. Nel 2022 contava 17.730 battezzati su 21.683.628 abitanti. È retta dall'eparca Lisane-Christos Matheos Semahun.

## Territorio
L'eparchia comprende tredici zone amministrative delle regioni di Benisciangul-Gumus, Amara e Afar in Etiopia.
Il nome dell'eparchia è dato dalle due città etiopi di Bahar Dar, sede dell'eparchia, e di Dessiè. La cattedrale di Bahar Dar è dedicata a Dio Padre con il titolo di Egziabher Ab.
Il territorio si estende su 224.350 km² ed è suddiviso in 14 parrocchie.

## Storia
L'eparchia è stata eretta il 19 gennaio 2015 con la bolla Quae maiori di papa Francesco, ricavandone il territorio dall'arcieparchia di Addis Abeba.

## Cronotassi dei vescovi
Si omettono i periodi di sede vacante non superiori ai 2 anni o non storicamente accertati.
- Lisane-Christos Matheos Semahun, dal 19 gennaio 2015

## Statistiche
L'eparchia nel 2022 su una popolazione di 21.683.628 persone contava 17.730 battezzati, corrispondenti allo 0,1% del totale.
| anno | popolazione | popolazione | popolazione | presbiteri | presbiteri | presbiteri | presbiteri                | diaconi | religiosi | religiosi | parrocchie |
| anno | battezzati  | totale      | %           | numero     | secolari   | regolari   | battezzati per presbitero | diaconi | uomini    | donne     | parrocchie |
| ---- | ----------- | ----------- | ----------- | ---------- | ---------- | ---------- | ------------------------- | ------- | --------- | --------- | ---------- |
| 2015 | 17.544      | 16.215.850  | 0,1         | 24         | 3          | 21         | 731                       |         | 25        | 43        | 24         |
| 2018 | 14.000      | 19.904.000  | 0,1         | 21         | 1          | 20         | 666                       |         | 26        | 45        | 12         |
| 2020 | 17.259      | 20.821.000  | 0,1         | 26         | 2          | 24         | 663                       |         | 29        | 55        | 13         |
| 2022 | 17.730      | 21.683.628  | 0,1         | 28         | 3          | 25         | 633                       |         | 32        | 55        | 14         |